# جيمس غيبونز (لاعب كرة قدم)
جيمس غيبونز (بالإنجليزية: James Gibbons)‏ هو لاعب كرة قدم بريطاني في مركز ظهير ‏، ولد في 16 مارس 1998 في Trentham, Staffordshire ‏ في المملكة المتحدة. لعب مع بورت فايل.